# شنورر

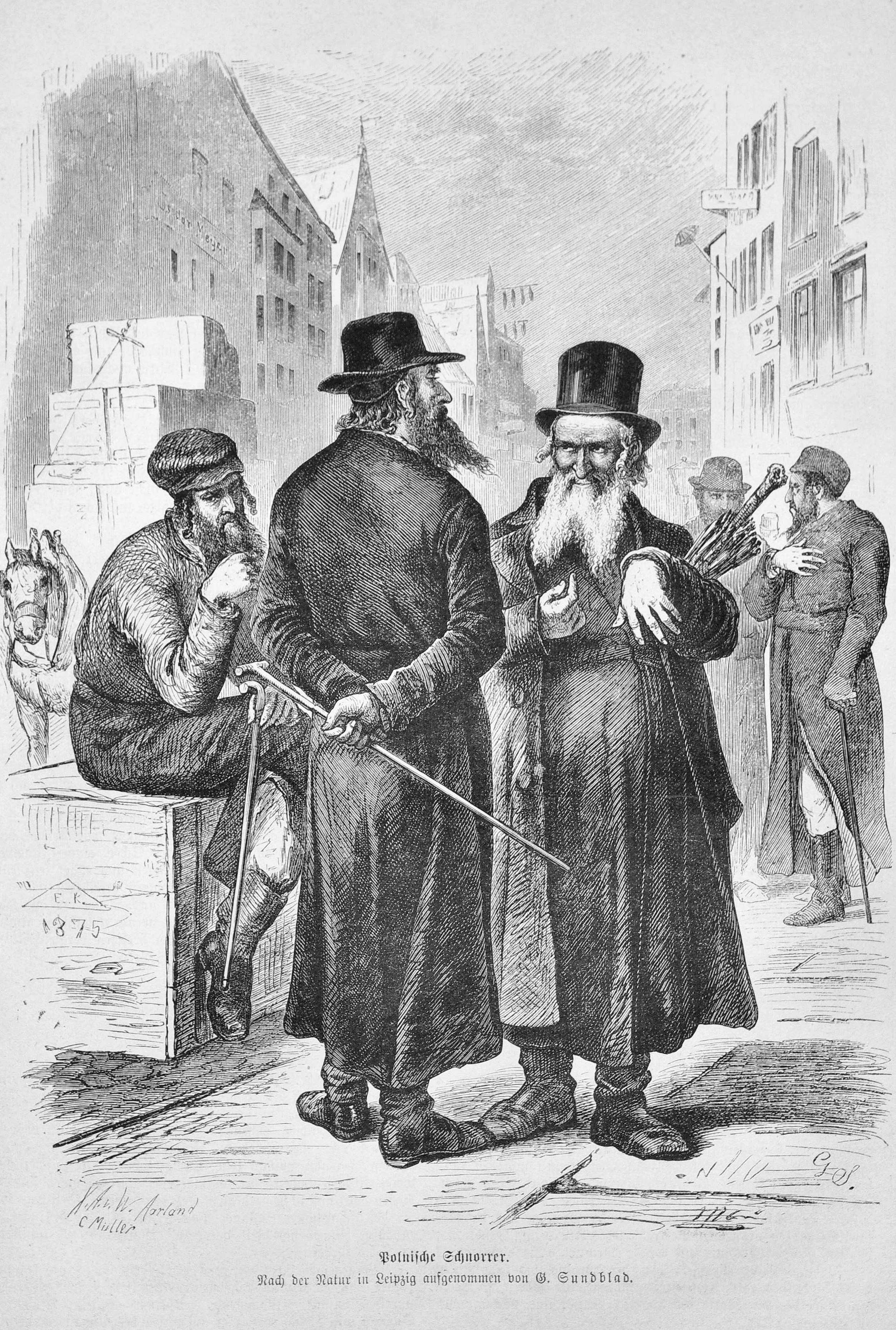
شنورر بولندا في لايبزيغ, ألمانيا من: (Die Gartenlaube (1875

شنورر (schnorrer)(שנאָרער  أيضا تكتب shnorrer) هو مصطلح من اليديشية يعني «شحاذ» أو «متسول». كلمة Schnorrer هي في الأصل من اللغة الألمانية وتستخدم لوصف المستغل الذي كثيرا ما يطلب الأشياء الصغيرة، مثل السجائر أو مبالغ صغيرة من المال دون تقديم مقابل.

## الاستخدام فياللغة الإنجليزية
يشير استخدام الكلمة باللغة الإنجليزية إلى محتال ماكر يحصل على المال من معارفه بأي طريقة ممكنة، غالبًا من خلال طابع الاستحقاق ويتميز الشنورر عن المتسولين العاديين بفضل الهوتسبا (الوقاحة) الخاصة به والتي لا حدود لها. الشنورير مثل «الإستغلالي»("moocher"), لا ينطبق على التسول المباشر أو العوز  بل على عادة الحصول على الأشياء ك (الطعام، الأدوات) عن طريق طلب استعارتها بأدب أو بإصرار وبدون النية على إعادتها.

## كمجاملة مخادعة
في حين أنه يستخدم بشكل عام بمعنى ازدرائي أو ساخر  يمكن أيضًا استخدام المصطلح كمجاملة مخادعة لمثابرة شخص ما أو لذكاءه أو حرصه. على سبيل المثال، كان يُشار أحيانًا إلى عزرائيل هيلدسهايمر المعروف برحلاته حول أوروبا لنشر حكمته الحاخامية بين الفقراء  و رفضه قبول الدفع له مقابل خدماته  باسم " الشنورر الدولي " بسبب إعتماده على المجتمع المحلي لإيوائه وإطعامه أينما ذهب.  و بدلاً من ذلك  وصف  ثيودور هرتزل أنصاره من المهاجرين من أوروبا الشرقية الأوائل بين يهود الشرق (Ostjuden)  بأنهم "جيشه الذي يتكون من "الشنورريين" "army of schnorrers". وصف إسرائيل زانغويل في وقت لاحق الشنورر كما الشحاذ الذي من شأنه أن يوبخ المتبرع لعدم إعطاءه بما فيه الكفاية.
 نادي شنورر موريسانيا (The Schnorrer Club of Morrisania) كان نادي ألماني أمريكي إجتماعي في برونكس، نيويورك.

## جباية المهور
يتوسل الشنورر أحيانًا للحصول على مهور النساء الفقيرات (المهور التي تعطى من قبل النسا إلى الرجال) (dowries), وهي ممارسة تدعى (حَكَناسات كَلا)(Hakhnasat Kallah)؛ وكان يسمح بها حتى عندما كانت تشزش الدراسة العامة للتوراة.

## في السينما والأدب
- رواية إسرائيل زانغويل 1894 ملك الشنوررين (The King of Schnorrers)
- ·كتب برنارد هيرمان مسرحية موسيقية غير ناجحة مبنية على هذه الرواية.
- في نهاية القصة القصيرة لإسحاق باشيفيس سينجر " Gimpel the Fool", يقول جيمبل شنورر آخر يكب لكي يحل محله.
- غالبًا ما كان يأخذ غروتشو ماركس  في أفلامه  دور الشنورر. وتم استخدام كلمة في أغنية "مرحى ل النقيب سبولدينج "(Hooray for Captain Spaulding)  في فيلم أنيمال كراكرز (Animal Crackes) الموسيقي للإخوة ماركس "(Marx Brothers):" مرحى للنقيب سبولدينج / المستكشف الأفريقي / هل دعاني أحدكم بشنورر / مرحى مرحى مرحى "
- رواية مردخاي ريشلر عام 1959 «التلمذة المهنية لدودي كرافيتز» واقتباس الفيلم عام 1974.
- الممثل الكوميدي جاكي ماسون غالبًا ما يسخر من الصورة النمطية لليهود على أنهم شنورر.
- شخصية الأب فيل إنتينتولا في The Sopranos  كما مثلها بول شولز وفي المسلسل يشير بإستنكار الذات إلى نفسه على أنه شنورر لا سيما فيما يتعلق بحضوره دائمًا عندما تكون كارميلا تعد الطعام.
- في المسلسل Northern Exposure في حلقة " Northern Hospitality" يتم النظر إلى الدكتور جول فليشمان على أنه شنورر بسبب عدم رده بالمثل عند تلقي دعوات العشاء.
- في حلقة عائلة سمبسون " The Cartridge Family" صرخ "المهرج كراستي" Krusty the Clown "" على لاعبي كرة القدم هيا  أيها الشنورريين  افعلوا شيئًا!".
- جورج كوستانزا من سينفيلد، وهو شنورر متعد للحصول على المال بأي طريقة ممكنة  طالما أنها لا تتطلب بذل الكثير من الجهد.
- آلان هاربر من Two and a Half Men, وهو شنوررعادة ما يأخذ المال من شقيقه تشارلي.
- لوتشيانو المحظوظ (Lucky Luciano) من مسلسل Boardwalk Empire  في الحلقة الثانية من موسمه الخامس، يدعو شخصية تونينو ساندريليTonino Sandrelli  بشنورر على الرغم من أن لوتشيانو من أصل إيطالي  إلا أنه فعل ذلك برفقة شخصيتين يتحدثان اليديشية.
- جيري سينفيلد في الموسم الحادي عشر الحلقة 8 من مسلسل (Comedians in Cars Getting Coffee) يسأله مارتن شورت عن كلمته اليهودية المفضلة وأجاب جيري "أعتقد أنها" شنورر".
- في الموسم العاشر الحلقة 4 من مسلسل Curb Your Enthusiasm , يسأل لاري ديفيد تيد دانسون عما إذا كان سيساهم في أجرة رحلة جوية خاصة من كابو سان لوكاس إلى لوس أنجلوس  قائلاً «أنا متأكد من أنك لا تريد أن يتم اعتبارك. .. شنورر».